# Ікее Рікако
Ікее Рікако (4 липня 2000) — японська плавчиня.
Учасниця Олімпійських Ігор 2016 року.
Призерка Чемпіонату світу з плавання на короткій воді 2016 року.
Переможниця Пантихоокеанського чемпіонату з плавання 2018 року.
Переможниця Азійських ігор 2018 року.
Чемпіонка світу з плавання серед юніорів 2015, 2017 років.